# Višnuismus

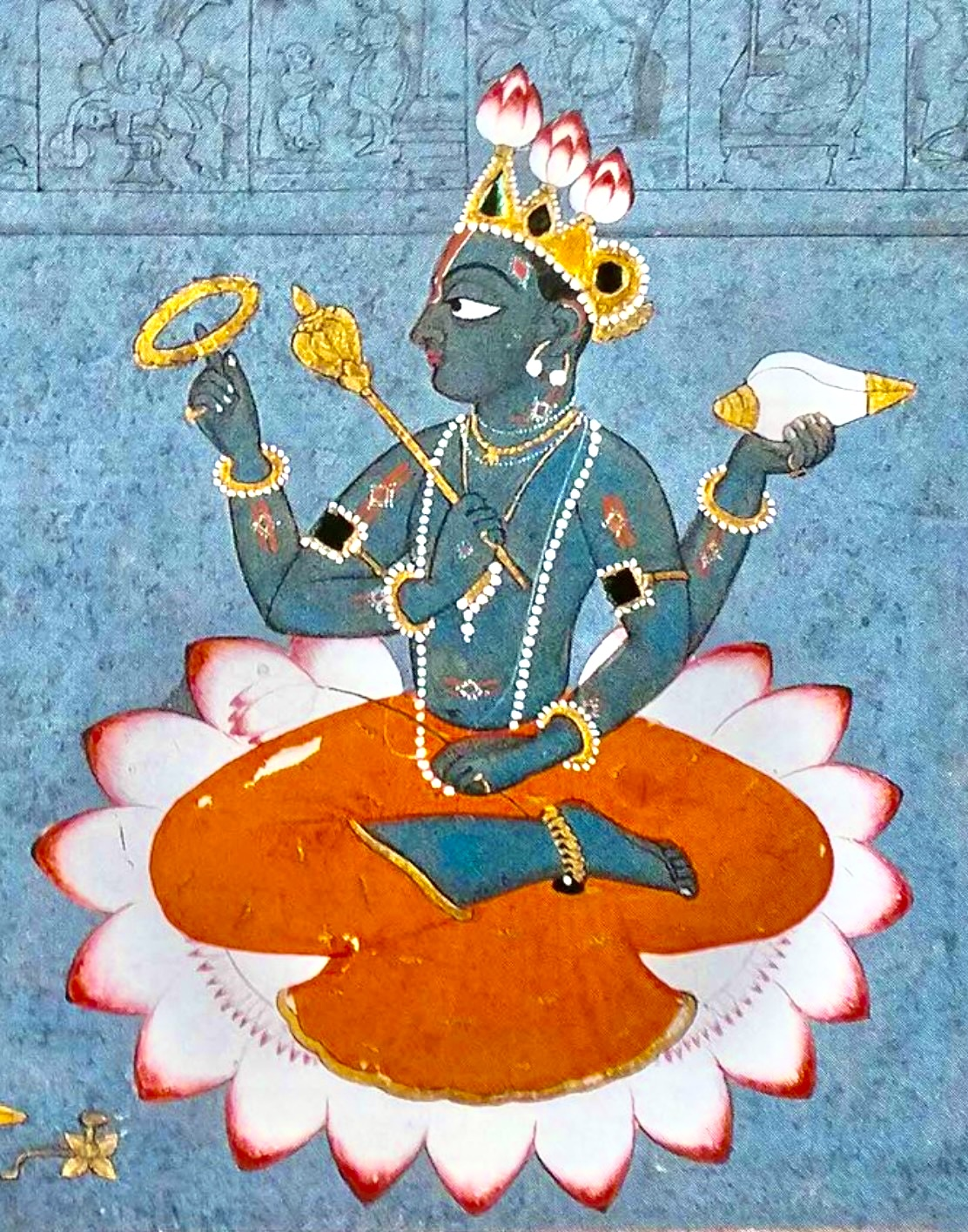
Zpodobnění Višnua

Vaišnavismus je náboženský směr založený na bhakti joze, oddané službě Nejvyšší Osobnosti Božství, svrchovaného všemocného Boha sestupujícího do hmotného světa v tisíci ruzných podobách a mající nesčetně mnoho jmen jako Hari, Kršna, Višnu, Ráma, Narájána, Vásudeva atd.. Učení vaišnavismu vychází z védské tradice. Vaišnavové následují védskou filozofii, která sestupuje paramparou, přímou učednickou posloupností, od Nejvyšší Osobnosti Božství, coby příčiny všech příčin a prvotního duchoního učitele všech živých bytostí. Ten ve stěžejním védském textu Bhagavat-gítě (Zpěvu Vznešeného) v 10. kapitole, 10. sloce vysvětluje: „Těm, kteří jsou Mi neustále oddáni a s láskou Mě uctívají, dávám poznání, s jehož pomocí ke Mně mohou dospět.“
Bhagavad-gítá je součástí védských náboženských textů, mezi něž dále patří i další významné dílo zvané Védánta sútra, pro srozumitelnost lidem dnešní doby Védy shrnující Šrímad Bhágavatam, který pro hlubší pochopení rozšiřuje filozofii Bhagavad-gíty a její konečný závěr, bhakti, oddanost Bohu, jako konečný nejvyšší cíl existence všech živých bytostí.
V Bhagavad-gítě Nejvyšší Osobnost Božství vysvětluje:
samo ham sarva-bhútešu na me dvešjo 'sti na prijahá
je bhadžanti tu mám bhaktjá maji te tešu čápy aham
Vůči nikomu nechovám zášť a nikomu nestraním. Jsem stejně nakloněn všem.
Ale každý, kdo Mi oddaně slouží, je Můj přítel – je u Mě – a Já jsem také přítelem jemu.
je jathá mám prapadjante
táms tathaiva bhadžámy aham
O každého se starám do té míry, do jaké se mi odevzdává.
tešám satata-juktánám bhadžatám príti-púrvakam
dadámi budhi-jogam tam jena mám upajánti te
Těm, kteří jsou Mi neustále oddáni a s láskou Mě uctívají, dávám poznání, s jehož pomocí ke Mně mohou dospět.
bhaktjá mám abhidžánáti jáván jaš čásmi tatvataha
tato mám tattvato jňátvá  višate tad anantaram
Pouze oddanou službou je možné pochopit Nejvyššího Pána takového, jaký je. A ten, kdo si je na základě takové oddanosti plně vědom Nejvyšší Osobnosti Božství, může vstoupit do království Boha.

## Význam učednické posloupnosti
Ve Šrímad Bhágavatamu (11.3.21) se dovídáme: „Každý, kdo má vážný zájem dosáhnout skutečného štěstí, musí vyhledat pravého duchovního mistra a přijmout u něho útočiště prostřednictvím zasvěcení. Kvalifikací duchovního mistra je, že na základě úvah a diskuzí zrealizoval závěry písem a je schopen o nich přesvědčit ostatní. Takové velké osobnosti, které daly stranou všechny hmotné ohledy a zcela se odevzdaly Bohu, je třeba přijímat jako pravé duchovní mistry.“
Existují čtyři učednické posloupnosti sahající k Nejvyšší Osobnosti Božství. Název učednických linií je odvozen od význačných osobností dané učednické posloupnosti. Brahma sampradája pochází od Pána Brahmy, první živé bytosti, stvořitele hmotného světa, které, jak dokládají védská písma a potvrzují duchovní autority, po podstoupení tisícileté askeze zjevila Védy do srdce Nejvyšší Osobnost Božství. V rámci dané sampradáji, posloupnosti duchovních učitelů přijímajících poznání prostřednictvím oddané služby svému duchovnímu učiteli, který sloužil stejným způsobem misi svého gurua a tak dále a dále zpět k Nejvyššímu Pánu, mezi duchovními učiteli existují výjimečné osobnosti, áčárjové, které se zasloužily o zesrozumitelnění rozsáhlých Véd pro lidi dané doby. Brahma-Madhva… apod..
K vaišnavismu se podle indického sčítání v roce 2001 hlásilo 580 miliónů následovníků.

## Tři systémy seberealizace
Vedle bhakti-jogy, oddané služby, existují v podstatě tři hlavní okruhy lidských činností vedoucích k seberealizaci: karma-joga, džňána-joga a aštanga-joga.
Karma- joga se vyznačuje dodržováním předepsaných povinností (nejen náboženských) s cílem získat hospodářskou prosperitu vedoucí k uspokojení smyslového požitku, na jejímž konci přichází osvobození v podobě smrti a přijetí podmínek dalšího života, coby odpovídající reakce na činnosti v předešlém životě. Po zániku hrubého těla se plánů ujme mysl a živá bytost dostává milostí Pána příležitost uskutečnit je v příštím životě. To je zákon karmy. Dokud je mysl pohroužena v zákonech karmy, živá bytost musí přijmout v dalším životě určité tělo. Karma je souhrn plodonosných činností vykonávaných za účelem vytvoření příjemné či nepříjemné situace pro toto tělo. Po zániku hrubého těla si živá bytost nese své plány sebou v jemném těle, složeném z mysli, inteligence a ega.
Džňána-joga je charakterizována filozofickým studiem materiálního světa a projevů nesčetně mnoha energií Boha, k nimž náleží též ateistická věda, a přináší uskopokojení na úrovni mysli, ega a inteligence.
Aštánga-joga je systém osmistupňové jogy vedoucí postupováním očisty vědomí k samádhi, nirváně, mukti atd., což jsou různá označení pro pojem osvobození z hmotných podmínek. Konečným cílem tohoto systému je splynutí s neosobní září Nejvyšší Osobnosti Božství. V dnešním věku Kali, věku svárů a hádek, se však nedoporučuje praktikovat. Zaujímání ásán, které je v dnešní době velmi rozšířené, je výsledkem nepochopení tohoto procesu duchovní seberealizace určeného pro živé bytosti žijících v dobách, kdy pro tento způsob seberealizace byly vhodné podmínky. Zaujímání ásán je vytrženo z kontextu tohoto systému jogy, protože se v dnešní době provozuje až od třetí úrovně seberealizace, jíž předchází úrovně jama a nijama, realizace zákazů a příkazů. Nicméně cvičení ásán jako znouzecnost je vedle tai chi či podobných meditací v pohybu jedno z nejlepších cvičení kultivující alespoň materiální život člověka.
Hlavním důvodem jakýchkoliv utrpení v materiálních podmínkách je mylné pojetí osobní totožnosti. Lidé se v důsledku podmínění energiemi hmotné přírody mají tendenci ztotožňovat se svým materiálním tělem, které je tvořeno z hrubé (tvořené z pěti prvků éteru, vzduchu, ohně, vody a země) a jemné neboli subtilní hmoty, tvořené z mysli ega a inteligence. Nejčastější chybou je, že lidé za duchovní považují záležitosti týkající se mysli, ega a inteligence. Jedná se však jen o subtilní projev materiálního těla, jak bylo vysvětleno výše. Duchovní aspekt člověka se týká výlučně duše, která má individuální totožnost věčného služebníka Nejvyššího Pána, pokleslá do hmoty obývá materiální tělo, oživuje ho a šíří se v něm vědomím. Šríla Prabhupáda, jeden z nejvýznačnějších duchovních mistrů dnešní doby, říká: "Tělesné pojetí je základním principem utrpení v hmotné existenci. Zvláště v Kali juze jsou lidé tak nevzdělaní, že ani nedokáží pochopit skutečnost, že tělo se mění každým okamžikem a že konečná změna se nazývá smrt. V tomto životě může být živá bytost králem, v dalším životě psem, podle toho, jaká je její karma. Duše trpí hlubokým spánkem způsobeným silou hmotné přírody a vždy je uvedena do určitého stavu, který se opět změní v jiný. Živá bytost prodlužuje svůj podmíněný život bez seberealizace a poznání a falešně se prohlašuje za krále, služebníka, kočku či psa, což jsou pouze různé proměny způsobené vyšším řízením. Takovými dočasnými tělesnými pojetími bychom se neměli nechat zmást. Nikdo ve skutečnosti není v tomto hmotném světě pánem, neboť vše podléhá hmotné přírodě, která je pod vládou Nejvyšší Osobnosti Božství, Svrchovaným Pánem. Naše zapomnění vztahu s Nejvyšším Pánem je příčinou našeho utrpení v hmotném světě."
Bhakti-joga v sobě zahrnuje jak dodržování předepsaných náboženských povinností, tak studium filozofie, stejně tak podstupování procesu očisty vědomí, a stojí tak na vrcholu všech činností. Oddaná služba služebníku služebníka jeho služebníka Nejvyšší Osobnosti Božství je duchovní činností sama o sobě. Osvobození při podstupování procesu každodenního praktikování bhakti oddané služby je pouze průvodním jevem. Oproti předešlým způsobům seberealizace proces bhakti-jogy umožňuje zaměstnávat se činnostmi oddané služby nepřetržitě 24 hodin denně i v rámci materiálních podmínek. V okamžiku smrti takto realizovaná duše pouze opustí nefunkční, dál se životem neslučitelné materiální tělo, přijímá tělo duchovní a vrací se zpět do duchovního světa, Božího království, do služeb Nejvyššího Svrchovaného Pána.
Džívera svarúpa haja-kršnera nitja dása
Každá živá bytost je ve svém přirozeném postavení věčným služebníkem Nejvyšší Osobnosti Božství.
Jedna z nejvýznamnějších osobností vaišnavismu dnešní doby Šrí Šrímad A.Č. Bhaktivedanta Swami Prabhupáda prohlásil: „Mým posláním je oživit v lidech vědomí Boha. Bůh je otcem všech živých bytostí v tisíci různých formách. Lidský život představuje v evoluci stupeň dokonalosti. Jestliže toto poslání nenaplníme, budeme se muset znovu do tohoto procesu vrátit.“ V komentáři Šrímad Bhágavatamu 5. zpěvu, 10. kapitole 14. sloce vysvětluje: Vznešený oddaný Pána si o sobě nikdy nemyslí, že je paramahamsa či osvobozená duše. Neustále zůstává pokorným služebníkem Pána. Za jakýchkoliv nepříznivých okolností vždy souhlasí s tím, že si vytrpí výsledky svého minulého života. Nikdy neviní Pána, že ho do takové strastiplné situace přivedl. To jsou příznaky vznešeného oddaného. Tat te ´nukampám susamíkšamánah. Když oddaný trpí nějakými nepříznivými podmínkami, vždy to přijímá tak, že Pán zmírňuje jeho zasloužené utrpení. Nikdy se na svého Pána nezlobí, je spokojený s jakýmkolvi postavením, které mu Pán dá. V každém případě pokračuje s plněním svých povinností v oddané službě. Takový oddaný má zaručený návrat domů, zpátky k Bohu. Šrímad Bhagavatam (10.14.8) uvádí: "Můj milý Pane, ten, kdo neustále čeká, až mu udělíš Svou bezpříčinnou milost, kdo snáší reakce za své minulé nesprávné jednání a z hloubi srdce Ti přitom vzdává uctivé poklony, je nepochybně způsobilý pro osvobození, neboť se stalo jeho právoplatným nárokem."

## 9 stupňů duchovního pokroku vbhakti-jozeoddané službě
1.      šravanam naslouchání
2.      kírtanam opěvování
3.      višnoh smaranam vzpomínání
4.      páda sevanam osobní služba
5.      arčanam uctívání múrti
6.      vandanam oslavování
7.      dásjam sloužení
8.      sákhjam přátelení se
9.      átmá-nivedanam odevzdání se v nejdůvěrnější extatické lásce k Bohu